# Маніфест гнучкої розробки
Маніфест гнучкої розробки (англ. Agile Manifesto) — це документ, що описує основні принципи, на яких базується гнучка розробка.
Перша редакція маніфесту була написана з 11 по 13 лютого 2001, на гірськолижному курорті в горах Юти. Там зустрілись представники різноманітних нових методологій (таких як XP, Scrum, DSDM, Adaptive Software Development, Crystal, FDD, та Прагматичне програмування), щоб обговорити легші альтернативи стандартним важким методологіям.
Сімнадцятьма авторами маніфесту були: Кент Бек, Майк Бідл, Арі ван Беннекум, Алістер Кокбьорн, Вард Каннінгам, Мартін Фаулер, Джеймс Ґріннінґ, Джім Хайсміт, Енді Хант, Рон Джефріс, Джон Керн, Браян Марік, Роберт Мартін, Стів Меллор, Кен Щваббер, Джеф Сазерленд та Дейв Томас.

## Цінності
Повний текст маніфесту:
| Ліві лапки | Ми постійно відкриваємо для себе досконаліші методи розробки програмного забезпечення, займаючись розробкою безпосередньо та допомагаючи у цьому іншим. Завдяки цій роботі ми змогли зрозуміти, що: - Люди та співпраця важливіші за процеси та інструменти - Працюючий продукт важливіший за вичерпну документацію - Співпраця із замовником важливіша за обговорення умов контракту - Готовність до змін важливіша за дотримання плану Тобто, хоча цінності, що справа, важливі, ми все ж цінуємо більше те, що зліва. | Праві лапки |

## Принципи
- Найвищим пріоритетом для нас є задоволення потреб замовника завдяки постійній та ранній поставці цінного програмного забезпечення.
- Зміна вимог вітається навіть на пізніх стадіях розробки. Agile процеси дозволяють використовувати зміни для забезпечення замовнику конкурентної переваги.
- Працюючий продукт слід випускати якнайчастіше, з періодичністю від кількох тижнів до кількох місяців.
- Протягом усього проекту розробники та представники бізнесу мають щодня працювати разом.
- Над проектом мають працювати мотивовані професіонали. Щоб роботу було зроблено, створіть умови, забезпечте підтримку та повністю довіртеся їм.
- Безпосереднє спілкування є найбільш практичним та ефективним способом обміну інформацією як із самою командою, так і всередині команди.
- Працюючий продукт - основний показник прогресу.
- Інвестори, розробники та користувачі повинні мати можливість підтримувати поточний темп нескінченно. Agile допомагає налагодити такий сталий процес розробки.
- Постійна увага до технічної досконалості та якості проєктування підвищує гнучкість проекту.
- Простота - мистецтво мінімізації зайвої роботи - вкрай необхідна.
- Найкращі вимоги, архітектурні та технічні рішення народжуються у команд, що самоорганізуються.
- Команда повинна систематично аналізувати можливі способи поліпшення ефективності і відповідно коригувати стиль своєї роботи[4].

## Зноски
1. ↑  Архівована копія. Архів оригіналу за 18 січня 2015. Процитовано 30 січня 2013.{{cite web}}:  Обслуговування CS1: Сторінки з текстом «archived copy» як значення параметру title (посилання)
2. ↑  History: the agile manifesto. Архів оригіналу за 1 жовтня 2018. Процитовано 2 червня 2010.
3. ↑  Agile-маніфест розробки програмного забезпечення українською. Архів оригіналу за 8 грудня 2015. Процитовано 11 лютого 2011.
4. ↑  Principles behind the Agile Manifesto. agilemanifesto.org. Процитовано 28 березня 2025.

## Спогади учасників
- Writing The Agile Manifesto, by Martin Fowler [Архівовано 11 лютого 2010 у Wayback Machine.]
- Some Agile History, by Dave Thomas
- The Founding of the Agile Alliance, By Uncle Bob